# فهرست زمین‌لرزه‌های ایران

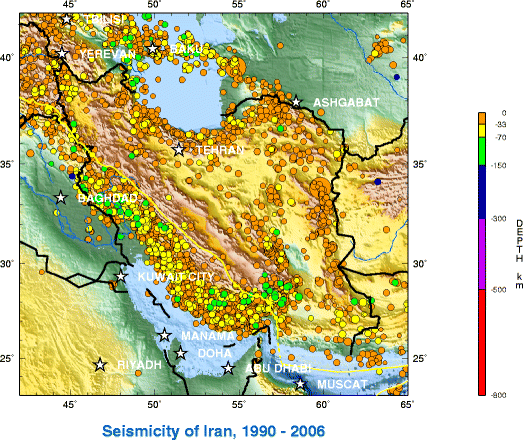
پراکندگی زمین‌لرزه‌های ایران از سال ۱۹۹۰−۲۰۰۶، [http://earthquake.usgs.gov/earthquakes/world/iran/seismicity.php اداره زمین‌شناسی ایالات متحده

گسل‌های مهم ایران

ایران، یکی از زمین‌لرزه خیزترین کشورهای جهان با گسل‌های فراوانی است که نزدیک ۹۰٪ گستره آن را می‌پوشاند. بخش‌هایی از کلانشهر تهران روی یکی از خطرناک‌ترین گسل‌های ایران قرار دارد. این مقاله و در جدول زیر زمین‌لرزه‌های بیش از ۴.۵ ریشتر و مهم آورده شده است.

## سدهٔ ۱۴
| تاریخ                | زمان      | مرکز زمین‌لرزه                     | بزرگی     | تلفات                                            | عنوان                                                              | مختصات جغرافیایی                                                    |
| -------------------- | --------- | --------------------------------- | --------- | ------------------------------------------------ | ------------------------------------------------------------------ | ------------------------------------------------------------------- |
| ۲۹ خرداد ۱۴۰۳        | ۱۳:۲۴     | کاشمر                             | ۵         | ۴ کشته و ۱۲۰ مصدوم                               | زمین‌لرزه ۱۴۰۳ کاشمر                                                | ۳۵°۱۵′۴۰″شمالی ۵۸°۲۷′۲۹″شرقی / ۳۵٫۲۶۱°شمالی ۵۸٫۴۵۸°شرقی             |
| ۲۳ آذر ۱۴۰۲          | ۱۴:۳۰     | لوندویل                           | ۴/۵       |                                                  |                                                                    |                                                                     |
| ۱ خرداد ۱۴۰۲         | ۲۱:۰۶     | سراب                              | ۴/۹       | ۱۷ مصدوم                                         |                                                                    |                                                                     |
| ۱۵ اردیبهشت ۱۴۰۲     | ۱۰:۲۸ صبح | ملارد                             | ۳/۹       | ۲ نفر بر اثر فرار مصدومیت داشته‌اند               |                                                                    |                                                                     |
| ۵ فروردین ۱۴۰۲       | ۲۲:۴۳     | مورموری                           | ۴/۷       | نداشته                                           |                                                                    |                                                                     |
| ۴ فروردین ۱۴۰۲       | ۶:۴۶      | خوی                               | ۵/۶       | ۱۶۵ مصدوم                                        | زمین لرزه فروردین ۱۴۰۲ خوی                                         |                                                                     |
| ۲ فروردین ۱۴۰۲       | ۱۴:۰۸     | انبار الوم                        | ۵/۰       | نداشته                                           | زمین لرزه گلستان ۱۴۰۲                                              |                                                                     |
| ۳ اسفند ۱۴۰۱         | ۴:۴۱      | درز                               | ۵/۵       | نداشته                                           |                                                                    |                                                                     |
| ۲۶ بهمن ۱۴۰۱         | ۱۲:۳۱:۴۷  | دماوند                            | ۳/۳       | نداشته                                           | ۳٫۹                                                                |                                                                     |
| ۸ بهمن ۱۴۰۱          | ۲۱:۴۴     | خوی                               | ۵٫۹       | ۸۱۶ مصدوم                                        | زمین لرزه خوی                                                      |                                                                     |
| ۲۸ دی ۱۴۰۱           | ۱۳:۳۸     | خوی                               | ۵٫۴       | ۱۲۰ مصدوم                                        | زمین لرزه خوی                                                      |                                                                     |
| ۱۳ مهر ۱۴۰۱          | ۳:۵۱      | خوی                               | ۵٫۴       | ۶۸ مصدوم                                         | زمین لرزه خوی                                                      | ۳۸° ۳۰′ ۰″ N, 45° ۰′ ۳۵″ E                                          |
| ۲۵ تیر۱۴۰۱           | ۳:۵۵      | بندر کنگ                          | ۵٫۸       |                                                  | زمین لرزه سوم هرمزگان                                              |                                                                     |
| ۱۱ تیر ۱۴۰۱          | ۳:۵۴      | بندر خمیر                         | ۵٫۹       | ۵ کشته و ۴۹ مصدوم                                | زمین لرزه دوم هرمزگان                                              |                                                                     |
| ۱۱ تیر ۱۴۰۱          | ۰۲:۰۲     | بندر خمیر                         | ۶٫۱       | ۵ کشته و ۴۹ مصدوم                                | زمین لرزه ای در هرمزگان                                            |                                                                     |
| ۴ تیر ۱۴۰۱           |           | بندر چارک                         | ۵٫۷       | یک فوتی و چند مصدوم                              |                                                                    |                                                                     |
| ۲۵ خرداد ۱۴۰۱        | ۱۰:۳۶     | بندر چارک                         | ۵٫۳       | چند مصدوم                                        | زمین لرزه ای در هرمزگان                                            |                                                                     |
| ۳۰ دی ۱۴۰۰           | ۵:۰۷      | آران و بیدگل                      | ۴٫۹       | تاکنون خسارتی نداشته است.                        | زمین لرزه ای در اصفهان                                             |                                                                     |
| ۲۳ آبان ۱۴۰۰         | ۱۵:۳۸     | فین (هرمزگان)                     | ۶٫۳       | ۱۰۷ مصدوم و ۱ کشته                               | زمین‌لرزه ۱۴۰۰ هرمزگان                                              | ۲۷°۳۳′۳۶″شمالی ۵۶°۰۷′۴۸″شرقی / ۲۷٫۵۶۰°شمالی ۵۶٫۱۳۰°شرقی             |
| ۲۳ آبان ۱۴۰۰         | ۱۵:۳۷     | فین (هرمزگان)                     | ۶٫۴       | ۱۰۷ مصدوم و ۱ نفر کشته                           | زمین‌لرزه ۱۴۰۰ هرمزگان                                              | ۲۷°۳۳′۳۶″شمالی ۵۶°۰۷′۴۸″شرقی / ۲۷٫۵۶۰°شمالی ۵۶٫۱۳۰°شرقی             |
| ۴ تیر ۱۴۰۰           | ۱۹:۰۴     | خشت فارس                          | ۵٫۷       | مصدوم و تلفات نداشته است                         | زمین لرزه در مرز استان فارس و بوشهر _ حوزه استحفاظی شهرستان کازرون |                                                                     |
| ۲۱ خرداد ۱۴۰۰        | ۱۹:۰۱     | حوالی شوقان                       | ۴٫۳       | نداشته است                                       | زلزله ای در خراسان شمالی                                           |                                                                     |
| ۱۸ خرداد ۱۴۰۰        | ۷:۴۴      | حوالی تبریز                       | ۴٫۰       | نداشته است                                       | زلزله ای در آذربایجان شرقی                                         |                                                                     |
| ۱۸ خرداد ۱۴۰۰        | ۳:۱۳      | حوالی تبریز                       | ۴٫۲       | نداشته است                                       | زلزله ای در آذر بایجان شرقی                                        |                                                                     |
| ۱۶ خرداد ۱۴۰۰        | ۹:۲۴      | حوالی صالح آباد                   | ۵٫۲       | نداشته است                                       | زلزله ای در ایلام                                                  |                                                                     |
| ۹ خرداد ۱۴۰۰         | ۳:۳۲      | حوالی بندر گناوه                  | ۴٫۰       | نداشته است                                       | زلزله ای در بوشهر                                                  |                                                                     |
| ۹ خرداد ۱۴۰۰         | ۱:۴۷      | حوالی شوقان                       | ۴٫۷       | نداشته است                                       | زلزله در خراسان شمالی                                              |                                                                     |
| ۸ خرداد ۱۴۰۰         | ۶:۴۷      | حوالی بندر گناوه                  | ۴٫۱       | نداشته است                                       | زلزله ای در بوشهر                                                  |                                                                     |
| ۸ خرداد ۱۴۰۰         | ۸:۲۵      | حوالی بندرگناوه                   | ۴٫۰       | نداشته است                                       | زلزله ای دربوشهر                                                   |                                                                     |
| ۸ خرداد ۱۴۰۰         | ۱:۰۵      | حوالی بندر گناوه                  | ۴٫۹       | نداشته است                                       | زلزله ای در بوشهر                                                  |                                                                     |
| ۱ خرداد ۱۴۰۰         | ۴:۲۰      | حوالی شوئیشه                      | ۴٫۳       | نداشته است                                       | زلزله ای در کردستان                                                |                                                                     |
| ۳۱ اردیبهشت ۱۴۰۰     | ۱۶:۲۲     | حوالی بندر گناوه                  | ۵٫۰       | نداشته است                                       | زلزله ای در بوشهر                                                  |                                                                     |
| ۲۷ اردیبهشت ۱۴۰۰     | ۵:۲۴      | حوالی سنخواست                     | ۵٫۴       | ۲۵ مصدوم                                         | زلزله ای در خراسان شمالی                                           |                                                                     |
| ۲۷ اردیبهشت ۱۴۰۰     | ۰۳:۳۴     | حوالی سنخواست                     | ۵٫۵       | ۲۵ مصدوم                                         | زلزله ای در خراسان شمالی                                           |                                                                     |
| ۲۶ اردیبهشت ۱۴۰۰     | ۲۲:۰۲     | حوالی بندر کنگان                  | ۴٫۵       | نداشته است                                       | زلزله ای در بوشهر                                                  |                                                                     |
| ۱۸ اردیبهشت ۱۴۰۰     | ۰۰:۱۸     | حوالی شوئیشه                      | ۴٫۴       | خسارت به ۵۰واحد مسکونی                           | زلزله ای در کردستان                                                |                                                                     |
| ۶ اردیبهشت ۱۴۰۰      | ۱۴:۳۹     | حوالی سرپل ذهاب                   | ۴٫۸       | نداشته است                                       | زلزله ای در کرمانشاه                                               |                                                                     |
| ۲۹ فروردین ۱۴۰۰      | ۱۱:۱۱     | حوالی بندر گناوه                  | ۵٫۹       | ۵مصدوم                                           | زلزله ای در بوشهر                                                  |                                                                     |
| ۱۷ فروردین ۱۴۰۰      | ۲۱:۵۲     | حوالی شادمهر                      | ۴٫۷ ریشتر | نداشته است                                       | زلزله ای در تربت حیدریه - شادمهر                                   |                                                                     |
| ۱۷ فروردین ۱۴۰۰      | ۱۹:۴۲     | حوالی مریوان                      | ۵٫۳       | ۴مصدوم                                           | زلزله ای در کردستان                                                |                                                                     |
| ۲۱ اسفند ۹۹          | ۰۰:۰۰:۱۵  | حوالی فردوس                       | ۴٫۶ ریشتر | نداشته است                                       |                                                                    |                                                                     |
| ۲۹ دی ۹۹             | ۲۲:۰۵     | سی سخت                            | ۵/۶       |                                                  | زلزله ای در یاسوج                                                  |                                                                     |
| ۲۱ اسفند ۹۹          | ۰۰:۰۰     | حوالی فردوس                       | ۴/۶       | نداشته                                           | زلزله ای در فردوس                                                  |                                                                     |
| ۲۷ دی ۹۹             | ۱:۰۱      | کنگ و بندر خمیر هرمزگان           | ۵/۵       |                                                  | زلزله ای در هرمزگان                                                |                                                                     |
| ۶ آبان ۱۳۹۹          | ۱:۰۴      | بهاباد یزد                        | ۵/۲       |                                                  | زلزله ای در یزد                                                    |                                                                     |
| ۳ آبان ۱۳۹۹          | ۱۵:۰۴     | آوج قزوین                         | ۵/۴       |                                                  | زلزله ای که چهار استان را لرزاند                                   |                                                                     |
| ۴ اسفند ۱۳۹۸         | ۲۰:۳۰     | زرآباد                            | ۶/۳       |                                                  | زلزله شهرستان سلماس                                                |                                                                     |
| ۴ اسفند ۱۳۹۸         | ۹:۱۵      | زلزله قطور خوی                    | ۵/۷       |                                                  | زلزله قطور                                                         |                                                                     |
| ۲۵ خرداد ۱۳۹۹        | ۲۲:۳۶     | بیرم و خنج فارس                   | ۵/۱       |                                                  | زلزله جنوب فارس                                                    |                                                                     |
| ۲۰ خرداد ۱۳۹۹        | ۲۰:۳۸     | بیرم فارس                         | ۵/۷       |                                                  | زلزله جنوب فارس                                                    |                                                                     |
| ۱۴ خرداد ۱۳۹۹        | ۱۲:۴۶     | صالح آباد                         | ۵         |                                                  | زلزله ایلام                                                        |                                                                     |
| ۱۲ خرداد ۱۳۹۹        | ۲۹:۴      | خنج فارس                          | ۵         |                                                  | زلزله جنوب فارس                                                    |                                                                     |
| ۷ خرداد ۱۳۹۹         | ۱۳:۴۱     | دماوند                            | ۴         |                                                  | زمین لرزه ۱۳۹۹ دماوند                                              |                                                                     |
| ۴ خرداد ۱۳۹۹         | ۱۳:۴۱     | دوگنبدان                          | ۵/۲       |                                                  | زلزله کهگیلویه و بویر احمد                                         |                                                                     |
| ۱۹ اردیبهشت ۱۳۹۹     | ۰۰:۴۸     | دماوند                            | ۵/۱       | ۲                                                | زلزله تهران                                                        |                                                                     |
| ۱۷ اردیبهشت ۱۳۹۹     | ۱۲:۳۸     | فیروزآباد سلسله                   | ۵/۱       | _                                                | زلزله لرستان                                                       |                                                                     |
| ۸ فروردین ۱۳۹۹       | ۱۱:۱۰     | فاریاب                            | ۵/۴       | _                                                | زلزله فاریاب در جنوب کرمان                                         |                                                                     |
| ۴ اسفند ۱۳۹۸         | ۱۹:۱۰     | قطور                              | ۵/۹       | حدود ۱۰۰ مجروح و خرابی بیشتر خانوارها            | زلزله قطور                                                         |                                                                     |
| ۴ اسفند ۱۳۹۸         | ۰۹:۳۳     | قطور                              | ۵/۷       | ندارد                                            | زلزله قطور                                                         |                                                                     |
| ۱۷ آبان ۱۳۹۸         | ۰۲:۱۷     | ترکمانچای، آذربایجان شرقی         | ۵٬۹       | ۷                                                | زلزله میانه                                                        | ۳۷°۴۲′۴۳″شمالی ۴۷°۳۱′۱۶″شرقی / ۳۷٫۷۱۲°شمالی ۴۷٫۵۲۱°شرقی             |
| ۲۹ مهر ۱۳۹۸          | ۱۱:۰۰     | کوخرد بستک                        | ۵/۶       |                                                  | زلزله ای در هرمزگان                                                |                                                                     |
| ۱۴ مرداد ۱۳۹۸        | ۰۰:۲۱     | چرام و دوگنبدان                   | ۵/۲       | _                                                | زلزله در استان کهگیلویه و بویر احمد                                |                                                                     |
| ۵ آذر ۱۳۹۷           | ۲۰:۰۰     | سرپل ذهاب                         | ۶/۴       | ۸۰۰ مجروح                                        |                                                                    |                                                                     |
| ۱۶ شهریور ۱۳۹۷       | ۱۰:۵۳     | مسجد ابوالفضل                     | ۵/۶       |                                                  | زلزله ای در سیستان بلوچستان                                        |                                                                     |
| ۱ مرداد ۱۳۹۷         | ۱:۰۹      | سیرچ                              | ۵/۸       | _                                                | زلزله سیرچ کرمان                                                   |                                                                     |
| ۲۱ دی ۱۳۹۶           | ۶:۴۸      | هجدک                              | ۵/۱       | _                                                | زلزله هجدک کرمان                                                   |                                                                     |
| ۶ دی ۱۳۹۶            | ۰۰:۵۴     | ملارد                             | ۴٫۲       | ۱                                                | زمین لرزه ۱۳۹۶ تهران البرز                                         | ۳۱°۲۲′۵۲″شمالی ۵۶°۱۶′۴۸″شرقی / ۳۱٫۳۸۱°شمالی ۵۶٫۲۸°شرقی              |
| ۲۹ آذر ۱۳۹۶          | ۲۳:۲۷     | ملارد                             | ۵٫۲       | ۳                                                | زمین‌لرزه ۱۳۹۶ ملارد                                                | ۳۵°۴۱′۲۴″شمالی ۵۰°۵۷′۳۶″شرقی / ۳۵٫۶۹۰°شمالی ۵۰٫۹۶۰°شرقی             |
| ۲۹ آبان ۱۳۹۶         | ۱۸:۵۳     | ۲۹ کیلومتری مهران                 | ۵٫۳       | نامعلوم                                          | زمین‌لرزه ۱۳۹۶ ایلام                                                | ۳۲°۵۵′شمالی ۴۶°۲۳′شرقی / ۳۲٫۹۲°شمالی ۴۶٫۳۸°شرقی عمق ۱۰ کیلومتری     |
| ۲۱ آبان ۱۳۹۶         | ۲۱:۴۸     | ازگله                             | ۷٫۳       | ۴۳۶                                              | زمین‌لرزه ۱۳۹۶ کرمانشاه                                             | ۳۴°۴۸′۱۹″شمالی ۴۵°۴۹′۳۷″شرقی / ۳۴٫۸۰۵۳°شمالی ۴۵٫۸۲۶۹°شرقی           |
| ۱۶ فروردین۱۳۹۶       | ۱۰:۴۹     | شهرستان فریمان                    | ۶/۱       | ۲                                                | زمین‌لرزه ۱۳۹۶ خراسان رضوی                                          |                                                                     |
| ۱۳۹۳ ۲۷ مرداد        | ۰۷:۰۲     | مورموری                           | ۶٫۲       | -                                                | زمین‌لرزه مورموری (۱۳۹۳)                                            | ۳۲°۴۲′شمالی ۴۷°۳۶′شرقی / ۳۲٫۷°شمالی ۴۷٫۶°شرقی                       |
| ۱۳۹۲ ۲۱ اردیبهشت     | ۰۶:۳۸     | گوهران                            | ۶٫۲       | -                                                | زمین‌لرزه گوهران (۱۳۹۲)                                             | ۲۶°۳۱′شمالی ۵۷°۴۶′شرقی / ۲۶٫۵۲°شمالی ۵۷٫۷۶°شرقی                     |
| ۱۳۹۲ ۲۷ فروردین      | ۱۵:۱۴     | سراوان                            | ۷٫۸       | ۱ ایران ۳۴ پاکستان                               | زمین‌لرزه سراوان (۱۳۹۲)                                             | ۲۸°۰۶′۲۵″شمالی ۶۲°۰۳′۱۱″شرقی / ۲۸٫۱۰۷°شمالی ۶۲٫۰۵۳°شرقی             |
| ۱۳۹۲ ۲۰ فروردین      | ۱۶:۲۲     | شُنبه دهستان طسوج                  | ۶٫۳       | حداقل ۶۰                                         | زمین‌لرزه دشتی (۱۳۹۲)                                               | ۲۸°۲۹′شمالی ۵۱°۳۵′شرقی / ۲۸٫۴۸°شمالی ۵۱٫۵۸°شرقی                     |
| ۱۳۹۱ ۱۵ آذر          | ۳۸:.۲     | قائنات زهان                       | ۵٫۵       | ۵                                                | زمین‌لرزه زهان                                                      | ۳۳°۳۱′شمالی ۵۹°۳۴′شرقی / ۳۳٫۵۲°شمالی ۵۹٫۵۷°شرقی                     |
| ۱۳۹۱ ۲۱ مرداد        | ۱۶:۵۳     | اهر و هریس و ورزقان               | ۶٫۴ و ۶٫۳ | ۳۰۶                                              | زمین‌لرزه‌های اهر و ورزقان ۱۳۹۱                                      | ۳۸°۱۹′۲۶″شمالی ۴۶°۴۵′۳۲″شرقی / ۳۸٫۳۲۴°شمالی ۴۶٫۷۵۹°شرقی             |
| ۱۳۹۰ ۲۵ خرداد        | ۰۵:۳۵     | کهنوج                             | ۵٫۳       | ۲                                                | زمین لرزه کهنوج (۲۰۱۱)                                             | ۲۷°۵۸′۳۴″شمالی ۵۷°۳۴′۲۶″شرقی / ۲۷٫۹۷۶°شمالی ۵۷٫۵۷۴°شرقی             |
| ۲۹ آذر ۱۳۸۹          | ۱:۴۲      | شهرستان فهرج                      | ۶٫۵       | ۱۱                                               | زمین‌لرزه فهرج (۱۳۸۹)                                               | ۲۸°۲۹′۲۸″شمالی ۵۹°۰۷′۰۱″شرقی / ۲۸٫۴۹۱°شمالی ۵۹٫۱۱۷°شرقی             |
| ۵ شهریور ۱۳۸۹        | ۰۴:۲۶     | دامغان                            | ۵٫۹       | ۱۹                                               | زمین‌لرزه دامغان ۲۰۱۰                                               | ۲۶°۴۴′۳۴٫۸″ شمالی ۵۵°۴۹′۴۰٫۸″ شرقی / ۲۶٫۷۴۳۰۰۰°شمالی ۵۵٫۸۲۸۰۰۰°شرقی |
| ۲۰ شهریور ۱۳۸۷       | ۱۵:۳۰     | قشم                               | ۶٫۱       | ۷                                                | زمین‌لرزه بندرعباس ۲۰۰۸                                             | ۲۶°۴۴′۳۴٫۸″ شمالی ۵۵°۴۹′۴۰٫۸″ شرقی / ۲۶٫۷۴۳۰۰۰°شمالی ۵۵٫۸۲۸۰۰۰°شرقی |
| ۱۱ فروردین ۱۳۸۵      | ۰۵:۳۷     | بروجرد                            | ۶٫۱       | ۷۰                                               | زمین‌لرزه بروجرد ۲۰۰۶                                               | ۳۳°۳۴′۵۱٫۶″ شمالی ۴۸°۴۷′۳۸٫۴″ شرقی / ۳۳٫۵۸۱۰۰۰°شمالی ۴۸٫۷۹۴۰۰۰°شرقی |
| ۱۳۸۴ ۶ آذر           | ۱۳:۵۲     | قشم                               | ۶٫۰       | ۱۳                                               | زمین‌لرزه قشم (۱۳۸۴)                                                | ۲۶°۴۷′۲٫۴″ شمالی ۵۵°۵۰′۴۹٫۲″ شرقی / ۲۶٫۷۸۴۰۰۰°شمالی ۵۵٫۸۴۷۰۰۰°شرقی  |
| ۱۳۸۳ ۴ اسفند         | ۰۵:۵۵     | زرند                              | ۶٫۴       | حداقل ۶۰۲                                        | زمین‌لرزه زرند ۲۰۰۵                                                 | ۳۰°۴۴′۲۷٫۶″ شمالی ۵۶°۵۲′۳۷٫۲″ شرقی / ۳۰٫۷۴۱۰۰۰°شمالی ۵۶٫۸۷۷۰۰۰°شرقی |
| ۱۳۸۳ ۸ خرداد         | ۱۷:۰۸     | مازندران                          | ۶٫۳       | حداقل ۳۵                                         | زمین‌لرزه مازندران ۲۰۰۴                                             | ۳۶°۱۶′۱۲″ شمالی ۵۱°۳۴′۳۰″ شرقی / ۳۶٫۲۷۰۰۰°شمالی ۵۱٫۵۷۵۰۰°شرقی       |
| ۱۳۸۲ ۵ دی            | ۰۵:۲۶     | بم                                | ۶٫۶       | حدود ۵۰/۰۰۰                                      | زمین‌لرزه بم ۲۰۰۳                                                   | ۲۹°۰′۱۴٫۴″ شمالی ۵۸°۲۰′۱۳٫۲″ شرقی / ۲۹٫۰۰۴۰۰۰°شمالی ۵۸٫۳۳۷۰۰۰°شرقی  |
| ۱۳۸۱ ۱ تیر           | ۰۷:۲۸     | بویین‌زهرا                         | ۶٫۵       | ۲۶۲                                              | زمین‌لرزه بوئین‌زهرا ۲۰۰۲                                            | ۳۵°۴۰′۸٫۴″ شمالی ۴۸°۵۵′۵۸٫۸″ شرقی / ۳۵٫۶۶۹۰۰۰°شمالی ۴۸٫۹۳۳۰۰۰°شرقی  |
| ۱۳۷۶ ۲۰ اردیبهشت     | ۱۲:۵۷     | قائنات                            | ۷٫۳       | ۱٬۵۶۷                                            | زمین‌لرزه قائن (۱۳۷۶)                                               | ۳۳°۴۹′شمالی ۵۹°۴۸′شرقی / ۳۳٫۸۲°شمالی ۵۹٫۸۰°شرقی                     |
| ۱۳۶۹ ۳۱ خرداد        | ۰۰:۳۰     | رودبار و منجیل                    | ۷٫۴       | حداقل ۴۰٫۰۰۰                                     | زمین‌لرزه رودبار و منجیل (۱۳۶۹)                                     | ۳۶°۵۷′۲۵″شمالی ۴۹°۲۴′۳۲″شرقی / ۳۶٫۹۵۷°شمالی ۴۹٫۴۰۹°شرقی             |
| ۶ مرداد ۱۳۶۰         | ۱۷:۲۲     | سیرچ کرمان                        | ۷/۳       | ۱۵۰۰                                             | زلزله سیرچ کرمان                                                   |                                                                     |
| ۱۳۵۷ ۲۵ شهریور       | ۱۹        | طبس                               | ۷٫۸       | ۲۵۰۰۰                                            | زمین‌لرزه طبس                                                       | ۲۷°۵۸′۳۴″شمالی ۵۷°۳۴′۲۶″شرقی / ۲۷٫۹۷۶°شمالی ۵۷٫۵۷۴°شرقی             |
| ۲۱ فروردین ۱۳۵۱      | ۰۵:۳۶     | قیر استان فارس                    | ۶/۹       | ۵۰۱۰                                             | زلزله قیر                                                          | ۲۸٬۴°شمالی و ۵۲٬۸° شرقی                                             |
| ۱۰ شهریورماه ۱۳۴۷    | ۱۰:۴۷     | فردوس                             | ۶٫۴       | ۳۰۰۰                                             | زمین‌لرزه فردوس                                                     | ۳۴°۰۱′شمالی ۵۸°۴۹′شرقی / ۳۴٫۰۲°شمالی ۵۸٫۸۱°شرقی                     |
| ۹ شهریورماه ۱۳۴۷     | ۱۴:۱۷     | دشت‌بیاض و کاخک                    | ۷٫۳       | ۱۲۰۰۰                                            | زمین‌لرزه دشت‌بیاض و کاخک                                            | ۳۳°۵۴′شمالی ۵۹°۰۱′شرقی / ۳۳٫۹°شمالی ۵۹٫۰۲°شرقی                      |
| ۱۳۴۱ ۱۰ خرداد        | ۲۳        | بوئین زهرا                        | ۷٫۲       | حدود ۲۰ هزار نفر                                 | زمین‌لرزه بوئین‌زهرا (۱۳۴۱)                                          | ۳۵°۳۸′شمالی ۴۹°۵۲′شرقی / ۳۵٫۶۳°شمالی ۴۹٫۸۷°شرقی                     |
| ۱۳۳۶ ۱۲ تیر          | ۰۰:۴۲     | سنگچال، بندپی، بابل، مازندران     | ۷٫۲       | ۱۲۰۰ کشته و تخریب کامل ۱۲۰ روستای بخش بندپی بابل | زمین‌لرزه بندپی بابل                                                | ۳۶°۰۶′شمالی ۵۲°۴۲′شرقی / ۳۶٫۱°شمالی ۵۲٫۷°شرقی                       |
| ۱۳۳۶ ۲۲ آذر          | ۱:۴۵:۰۶   | فارسینج، دهستان پارسینه، کرمانشاه | ۶٫۸       | ۲۰۰۰                                             | زمین‌لرزه فارسینج                                                   |                                                                     |
| ۱۶ اردیبهشت سال ۱۳۰۹ | ۲۴:۰۰     | سلماس، مرکز شهر، استان آذربایجان  | ۷/۶       | ۲۰۰۰۰                                            | زمین لرزه ای در سلماس                                              |                                                                     |
| ۱۳۰۲ ۳ خرداد         | ۲۲:۲۱     | کاشمر                             | ۵٫۷       | ۲۰۰۰                                             | زمین‌لرزه کاج‌درخت خراسان                                            | ۲۷°۵۸′۳۴″شمالی ۵۷°۳۴′۲۶″شرقی / ۲۷٫۹۷۶°شمالی ۵۷٫۵۷۴°شرقی             |

## سدهٔ ۱۳ و پیش از آن
| تاریخ       | زمان | مرکز زمین‌لرزه | بزرگی | تلفات | نام رسمی                | مختصات                                                              |
| ----------- | ---- | ------------- | ----- | ----- | ----------------------- | ------------------------------------------------------------------- |
| خرداد ۱۳۱۳  | -    | سراوان        | ۷     | ۲۰    | زمین لرزه سراوان (۱۳۱۲) | ۲۲°۲۷′۱۵″ شمالی ۶۲°۲۰′۰۳″ شرقی / ۲۲٫۴۵۴۱۷°شمالی ۶۲٫۳۳۴۱۷°شرقی       |
| ۳ بهمن ۱۲۸۷ | -    | دشت سیلاخور   | ۷٫۳   | ۸۰۰۰  | زمین‌لرزه ۱۲۸۷ بروجرد    | ۳۳°۳۴′۵۱٫۶″ شمالی ۴۸°۴۷′۳۸٫۴″ شرقی / ۳۳٫۵۸۱۰۰۰°شمالی ۴۸٫۷۹۴۰۰۰°شرقی |

## سدهٔ ۵ و پیش از آن
| تاریخ         | زمان | مرکز زمین‌لرزه | بزرگی | تلفات   | نام رسمی                     | مختصات                                                              |
| ------------- | ---- | ------------- | ----- | ------- | ---------------------------- | ------------------------------------------------------------------- |
| ۱۵ اسفند ۵۰۸  | -    | آشتیان        | ۵٫۹   | نامعلوم | زمین‌لرزه ۵۰۸ جبال            | ۳۴°۵۵′۰۰″ شمالی ۵۰°۰۰′۰۰″ شرقی / ۳۴٫۹۱۶۶۷°شمالی ۵۰٫۰۰۰۰۰°شرقی       |
| ۳ فروردین ۲۷۲ | -    | اردبیل        | ۸٫۷   | ۱۵۰۰۰۰  | زمین‌لرزه اردبیل (۸۹۳ میلادی) | ۳۸°۱۲′۰۰٫۰″ شمالی ۴۸°۱۲′۰۰٫۰″ شرقی / ۳۸٫۲۰۰۰۰۰°شمالی ۴۸٫۲۰۰۰۰۰°شرقی |
| ۲ دی ۲۳۵      | -    | دامغان        | ۷٫۹   | ۲۰۰۰۰۰  | زمین‌لرزه دامغان (۸۵۶ میلادی) | ۳۶°۱۲′۰۰٫۰″ شمالی ۵۴°۱۸′۰۰٫۰″ شرقی / ۳۶٫۲۰۰۰۰۰°شمالی ۵۴٫۳۰۰۰۰۰°شرقی |